# Harold Barker
Harold Ross Barker (Marylebone, 12 de abril de 1886-Henley-on-Thames, 29 de agosto de 1937) fue un deportista británico que compitió en remo. Participó en los Juegos Olímpicos de Londres 1908, obteniendo una medalla de plata en la prueba de cuatro sin timonel.

## Palmarés internacional
| Juegos Olímpicos | Juegos Olímpicos      | Juegos Olímpicos | Juegos Olímpicos   |
| Año              | Lugar                 | Medalla          | Prueba             |
| ---------------- | --------------------- | ---------------- | ------------------ |
| 1908             | Londres (Reino Unido) | Medalla de plata | Cuatro sin timonel |